# فرط تميه

فرط التميه (بالإنجليزية: Hyperhydricity) (يُعرف سابقًا باسم التزجيج) هو تشوه فسيولوجي ينتج عنه التميه وانخفاض التخشب وضعف الأداء الفوهي وتراجع القوة الميكانيكية للنباتات الناشئة عن طريق استنبات الأنسجة. والنتيجة هي ضعف تجدد هذه النباتات دون تأقلم الدفيئة الجيد للنمو في الهواء الطلق.  بالإضافة إلى ذلك، قد يؤدي أيضًا إلى انحدار الأوراق ونخر البراعم في بعض الحالات، الأمر الذي غالبًا ما يؤدي إلى فقدان منع نمو البراعم الجانبية. وبشكل عام، فإن العرض الرئيس لفرط التميه هو الخصائص الشافة الظاهرة في نقص الكلوروفيل وارتفاع المحتوى المائي. وعلى وجه التحديد، فقد جرى وصف وجود طبقة جليدية رقيقة أو عدم وجودها وانخفاض عدد الخلايا السياجية وعدم انتظام الفوهات وضعف نمو الجدار الخلوي وزيادة المساحات داخل الخلايا في طبقة خلية نسيج الورقة المتوسط على أنها تمثل بعض التغييرات التشريحية المرتبطة بالتميه المفرط.

## الأسباب
تتمثل الأسباب الرئيسة لفرط التميه في استنبات الأنسجة النباتية في تلك العوامل التي تحفز الإجهاد التأكسدي مثل ارتفاع تركيز الملح، وارتفاع الرطوبة النسبية، وانخفاض شدة الضوء، وتراكم الغاز في محيط الوعاء، وطول الفواصل الزمنية بين  المزارع الثانوية، وعدد المزارع الثانوية، ونوع التبلور ونوع المستنبتات المستخدمة، ودرجات تركيز الأسمدة، والاختلالات الهرمونية. عادة ما يكون فرط التميه واضحًا في النباتات المستنبتة في المزرعة السائلة أو عندما يكون هناك تركيز منخفض لعامل التبلور. كما يساهم ارتفاع تركيز الأمونيوم في فرط التميه.

## التحكم
يمكن مراقبة فرط التميه عن طريق تعديل الغلاف الجوي المحيط بأوعية الاستنبات. ويُعتبر ضبط مستوى الرطوبة النسبية في الوعاء من أهم المعلمات التي يتعين التحكم فيها. واستخدام أغشية نفاذة للغازات يمكن أن يساعد في هذا الصدد حيث إن هذا يتيح زيادة تبادل بخار الماء والغازات الأخرى مثل الإثيلين مع البيئة المحيطة. وقد يساعد استخدام مستوى تركيز أعلى لعامل التبلور بعد استخدام عامل تبلور ذي قوة أكبر على تقليل مخاطر فرط التميه. ويمكن أيضًا التحكم في فرط التميه عن طريق التبريد السفلي الذي يتيح تكثيف المياه على الوسيط، واستخدام سيتوكاينين-ميتا-توبولين (6-(3-هيدرروكسي أمينو البينزل)بيورين) وجمع محتوى أقل من سيتوكاينين ونترات الأمونيوم في الوسائط، واستخدام النترات أو غلوتامين كمصدر وحيد للنيتروجين وتقليل نسبة NH4 +:NO3 − في الوسيط.